# Brazil női labdarúgó-válogatott

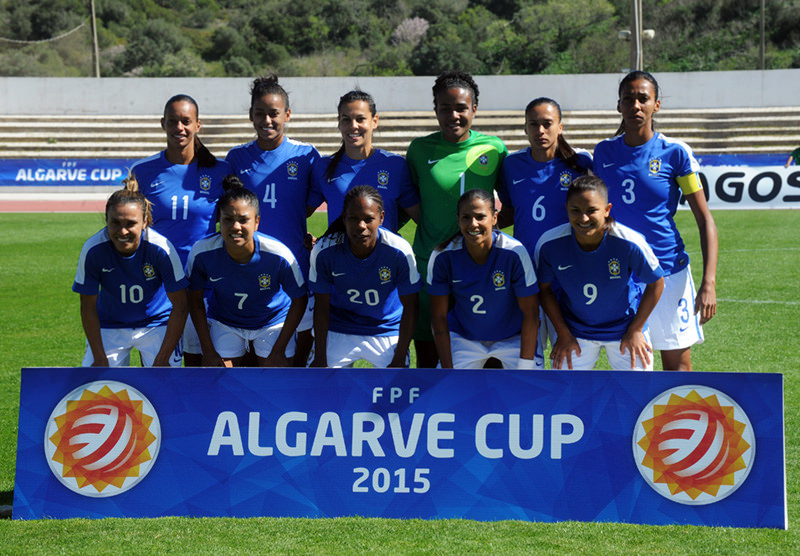
A válogatott a 2015-ös Algarve-kupán.
Felső sor, balról: Rosana, Tayla, Thaísa, Luciana, Andressa Alves, Bruna.
Alsó sor, balról: Marta, Maurine, Formiga, Fabiana, Debinha.

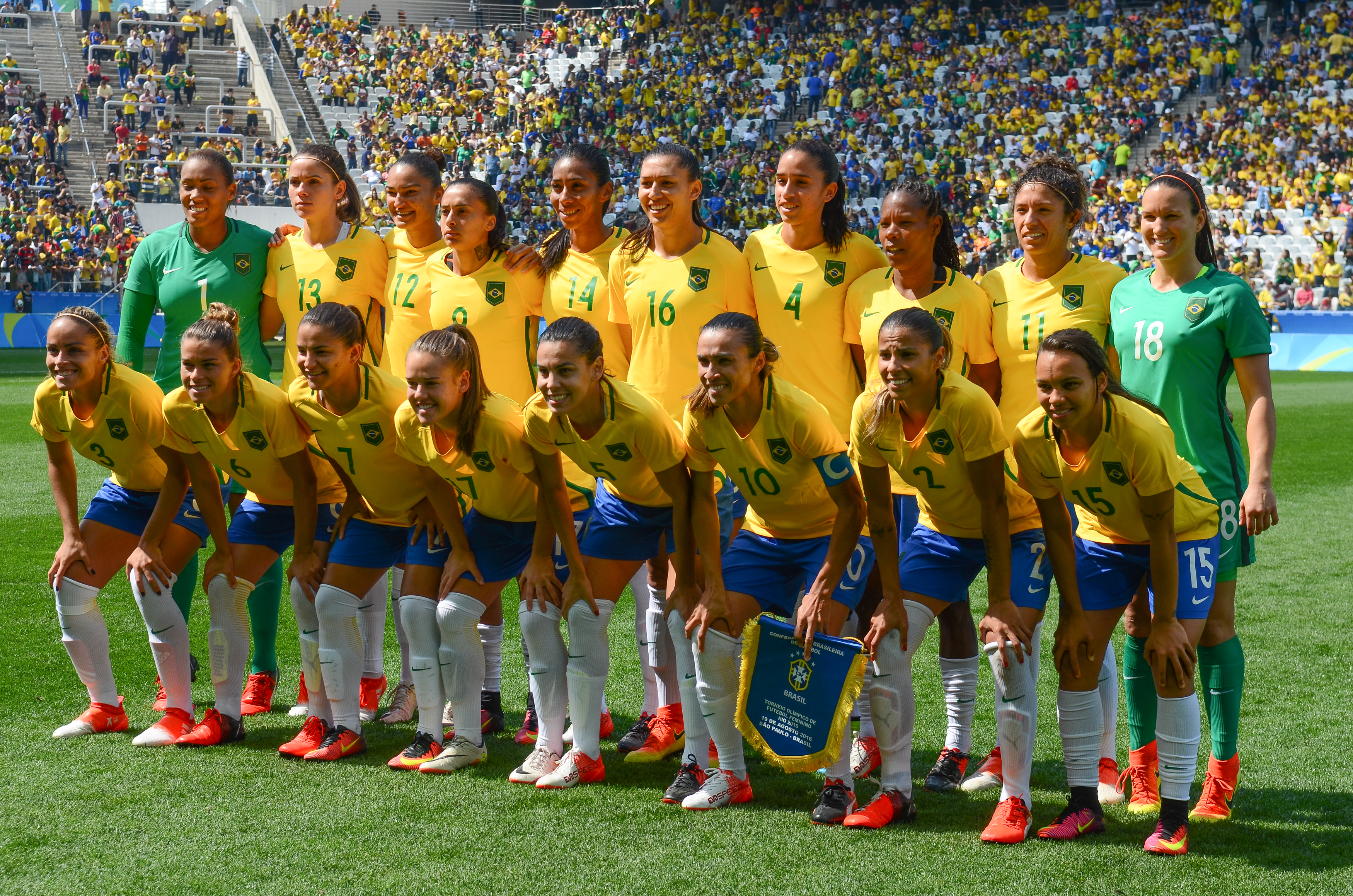
A riói olimpián negyedik helyen végzett keret.
Felső sor, balról: Bárbara, Érika, Poliana, Andressa Alves, Bruna, Beatriz, Rafaelle, Formiga, Cristiane, Aline.
Alsó sor, balról: Mônica, Tamires, Debinha, Andressinha, Thaísa, Marta, Fabiana, Raquel Fernandes.

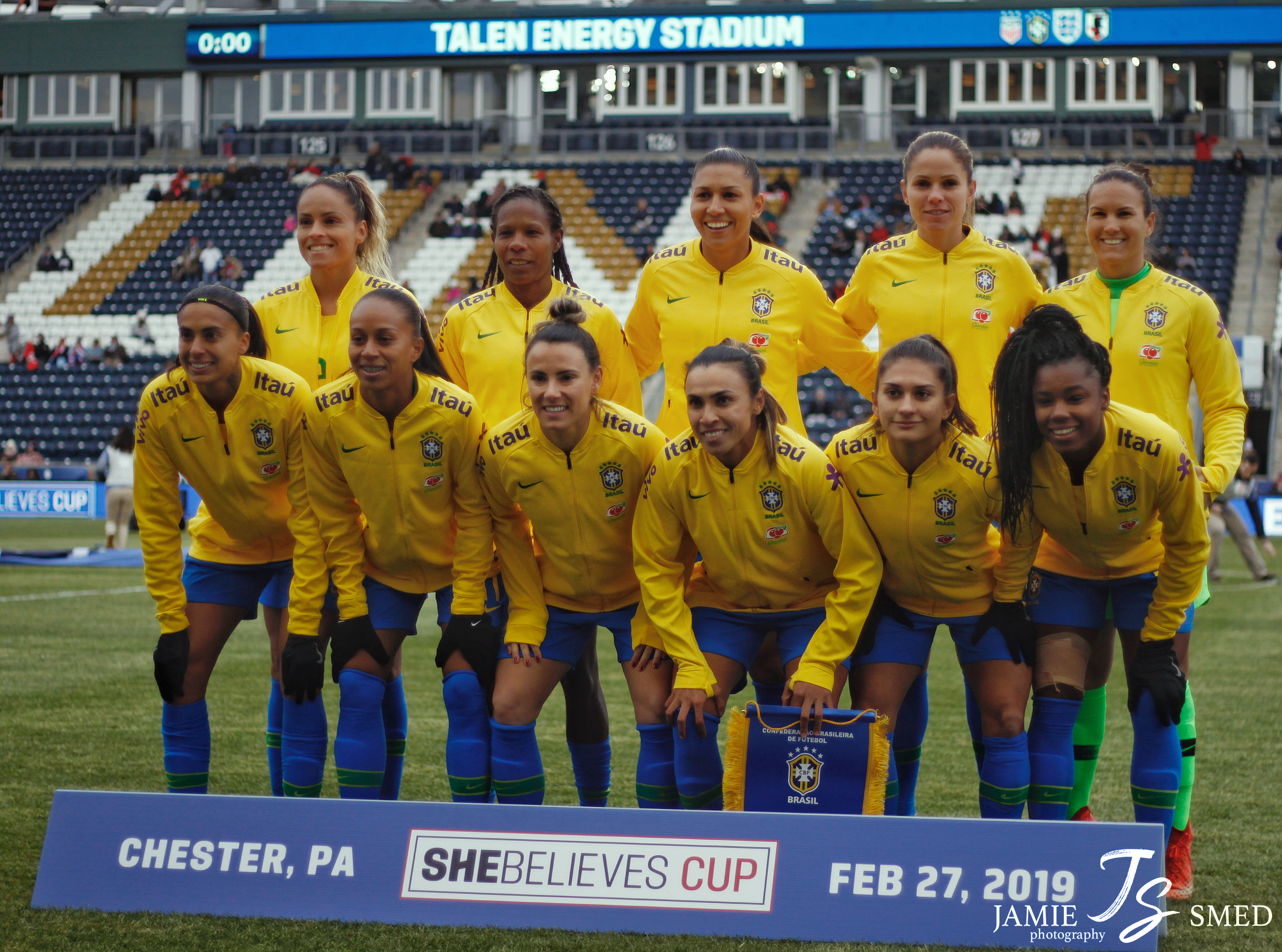
A 2019-es SheBelieves-kupán negyedik helyen végzett csapat.
Felső sor, balról: Mônica, Formiga, Beatriz, Érika, Aline.
Alsó sor, balról: Andressa Alves, Adriana, Jucinara, Marta, Letícia Santos, Ludmila.

A brazil női labdarúgó-válogatott képviseli Brazíliát a nemzetközi női labdarúgásban.
A csapat a harmadik helyen végzett az 1999-es női labdarúgó-világbajnokságon. 1998-ban és 1999-ben a csapat a második helyezett volt a U.S. Cup-on.
Brazília a 2000-es olimpiai játékokon a negyedik helyen végzett, a 2004-es olimpiai játékokon pedig a második helyezett lett.
2002-ben és 2004-ben a brazil női U20-as labdarúgó-válogatott a negyedik helyen végzett az U20-as női labdarúgó-világbajnokságon.
Brazília a legsikeresebb női nemzeti csapat Dél-Amerikában, megnyerte a Sudamericano Femenino első négy kiírását. A fő riválisa hasonlóan, mint a férfiaknál Argentína, amely megnyerte a 2006-os Sudamericano Femenino-t, ahol a Canarinhas első alkalommal veszítette el a döntőt. Annak ellenére, hogy sikeresek benne, Brazília nem támogatja telkes mértékben a rendezvényt. Azonban a második hely után a 2007-es női labdarúgó-világbajnokságon az ország felfigyelt a női csapatra.

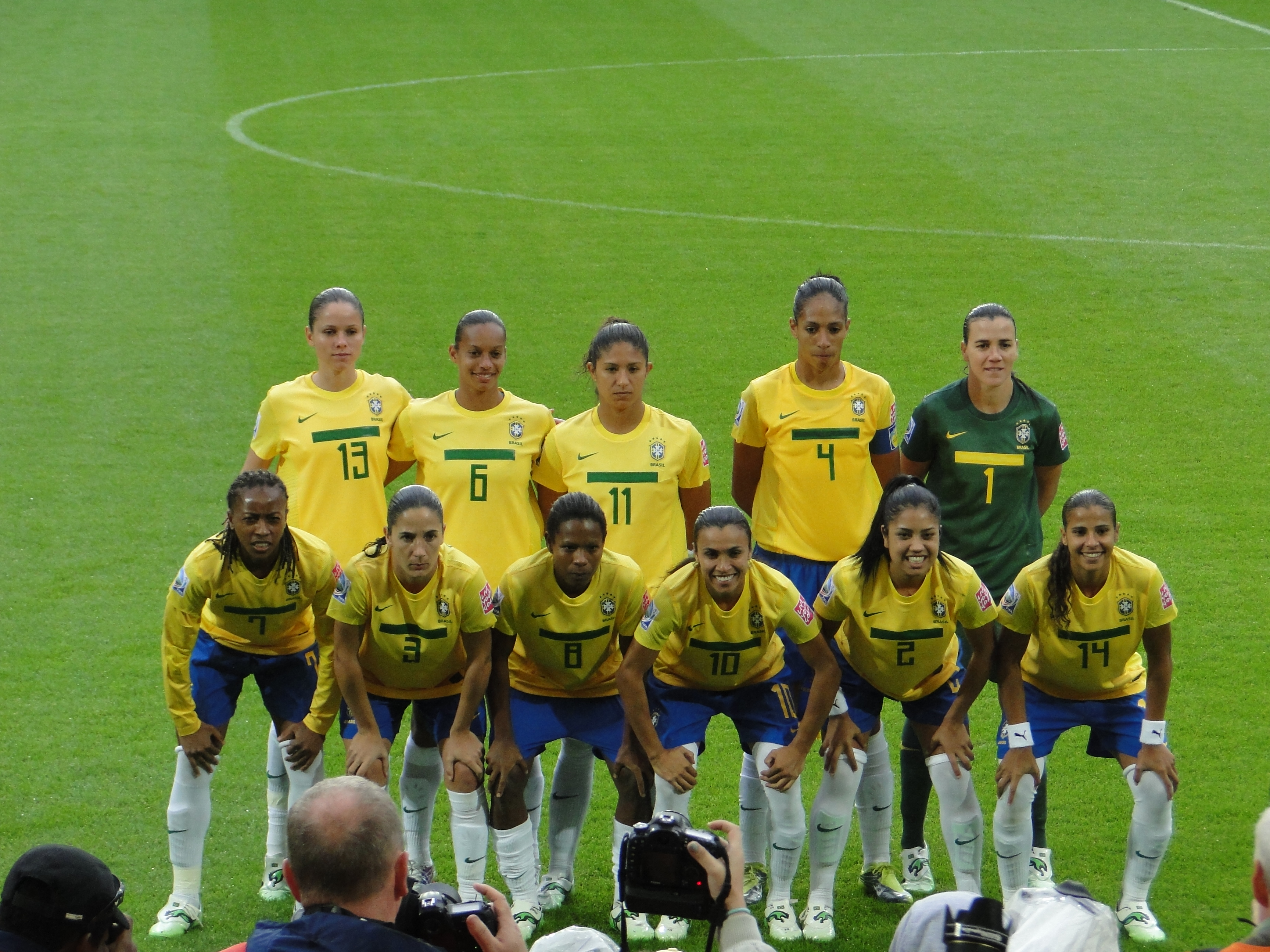
A 2011-es világbajnokságon Norvégia ellen győztes csapat.
Felső sor, balról: Érika, Rosana, Cristiane, Aline, Andréia.
Alsó sor, balról: Ester, Daiane, Formiga, Marta, Maurine, Fabiana.

## Vb-szereplés
- 1991 – első forduló
- 1995 – első forduló
- 1999 – bronzérmes
- 2003 – negyeddöntős
- 2007 – ezüstérmes
- 2011 – negyeddöntős

## Sudamericano Femenino-szereplés
| - 1991 - aranyérmes - 1995 - aranyérmes - 1998 - aranyérmes - 2003 - aranyérmes - 2006 - ezüstérmes |

## Olimpiai játékok
- 1996 – 4. hely
- 2000 – 4. hely
- 2004 – ezüstérmes
- 2008 – ezüstérmes
- 2012 – 6. hely
- 2016 – 4. hely

## Pan Amerikai Játékok-szereplés
- 1999 – nem indult
- 2003 – aranyérmes
- 2007 – aranyérmes

## Jelenlegi keret
| Szám | Poszt | Név              | Születési dátum / Kor         | Válogatottság | Gólok | Klub                             |
| ---- | ----- | ---------------- | ----------------------------- | ------------- | ----- | -------------------------------- |
| 1    | K     | Bárbara          | 1988. július 4. (30 éves)     |               |       | Kindermann                       |
| 2    | V     | Poliana          | 1991. február 6. (28 éves)    |               |       | São José                         |
| 3    | V     | Érika            | 1988. február 4. (31 éves)    |               |       | Corinthians                      |
| 4    | V     | Tayla            | 1992. május 9. (27 éves)      |               |       | Benfica                          |
| 5    | KP    | Thaísa           | 1988. december 17. (30 éves)  |               |       | Milan                            |
| 6    | V     | Tamires          | 1987. október 10. (31 éves)   |               |       | Fortuna Hjørring                 |
| 7    | CS    | Andressa Alves   | 1992. november 10. (26 éves)  |               |       | Barcelona                        |
| 8    | KP    | Formiga          | 1978. március 3. (41 éves)    |               |       | Paris Saint-Germain              |
| 9    | CS    | Debinha          | 1991. október 20. (27 éves)   |               |       | North Carolina Courage           |
| 10   | CS    | Marta            | 1986. február 19. (33 éves)   |               |       | Orlando Pride                    |
| 11   | CS    | Cristiane        | 1985. május 15. (34 éves)     |               |       | São Paulo                        |
| 12   | K     | Aline Reis       | 1989. április 15. (30 éves)   |               |       | Granadilla                       |
| 13   | V     | Letícia Santos   | 1994. december 2. (24 éves)   |               |       | SC Sand                          |
| 14   | V     | Kathellen        | 1996. április 26. (23 éves)   |               |       | Bordeaux                         |
| 15   | V     | Camila Martins   | 1994. október 10. (24 éves)   |               |       | Orlando Pride                    |
| 16   | CS    | Beatriz          | 1993. december 17. (25 éves)  |               |       | Incheon Hyundai Steel Red Angels |
| 17   | KP    | Andressinha      | 1995. május 1. (24 éves)      |               |       | Portland Thorns                  |
| 18   | KP    | Luana            | 1993. május 2. (26 éves)      |               |       | Hwacheon KSPO                    |
| 19   | CS    | Ludmila          | 1994. december 11. (24 éves)  |               |       | Atlético Madrid                  |
| 20   | CS    | Raquel Fernandes | 1991. március 21. (28 éves)   |               |       | Sporting Huelva                  |
| 21   | V     | Mônica           | 1987. április 21. (32 éves)   |               |       | Corinthians                      |
| 22   | K     | Letícia Izidoro  | 1994. augusztus 13. (24 éves) |               |       | Corinthians                      |
| 23   | CS    | Geyse            | 1998. március 27. (21 éves)   |               |       | Benfica                          |

| Szám | Poszt | Név              | Születési dátum / Kor         | Válogatottság | Gólok | Klub                             |
| ---- | ----- | ---------------- | ----------------------------- | ------------- | ----- | -------------------------------- |
| 1    | K     | Bárbara          | 1988. július 4. (30 éves)     |               |       | Kindermann                       |
| 2    | V     | Poliana          | 1991. február 6. (28 éves)    |               |       | São José                         |
| 3    | V     | Érika            | 1988. február 4. (31 éves)    |               |       | Corinthians                      |
| 4    | V     | Tayla            | 1992. május 9. (27 éves)      |               |       | Benfica                          |
| 5    | KP    | Thaísa           | 1988. december 17. (30 éves)  |               |       | Milan                            |
| 6    | V     | Tamires          | 1987. október 10. (31 éves)   |               |       | Fortuna Hjørring                 |
| 7    | CS    | Andressa Alves   | 1992. november 10. (26 éves)  |               |       | Barcelona                        |
| 8    | KP    | Formiga          | 1978. március 3. (41 éves)    |               |       | Paris Saint-Germain              |
| 9    | CS    | Debinha          | 1991. október 20. (27 éves)   |               |       | North Carolina Courage           |
| 10   | CS    | Marta            | 1986. február 19. (33 éves)   |               |       | Orlando Pride                    |
| 11   | CS    | Cristiane        | 1985. május 15. (34 éves)     |               |       | São Paulo                        |
| 12   | K     | Aline Reis       | 1989. április 15. (30 éves)   |               |       | Granadilla                       |
| 13   | V     | Letícia Santos   | 1994. december 2. (24 éves)   |               |       | SC Sand                          |
| 14   | V     | Kathellen        | 1996. április 26. (23 éves)   |               |       | Bordeaux                         |
| 15   | V     | Camila Martins   | 1994. október 10. (24 éves)   |               |       | Orlando Pride                    |
| 16   | CS    | Beatriz          | 1993. december 17. (25 éves)  |               |       | Incheon Hyundai Steel Red Angels |
| 17   | KP    | Andressinha      | 1995. május 1. (24 éves)      |               |       | Portland Thorns                  |
| 18   | KP    | Luana            | 1993. május 2. (26 éves)      |               |       | Hwacheon KSPO                    |
| 19   | CS    | Ludmila          | 1994. december 11. (24 éves)  |               |       | Atlético Madrid                  |
| 20   | CS    | Raquel Fernandes | 1991. március 21. (28 éves)   |               |       | Sporting Huelva                  |
| 21   | V     | Mônica           | 1987. április 21. (32 éves)   |               |       | Corinthians                      |
| 22   | K     | Letícia Izidoro  | 1994. augusztus 13. (24 éves) |               |       | Corinthians                      |
| 23   | CS    | Geyse            | 1998. március 27. (21 éves)   |               |       | Benfica                          |

## Lásd még
- Brazil labdarúgó-válogatott